# Yvelle Gabriel
Yvelle Gabriel (* 19. Januar 1969 als Boris Alexander Kehl in Mainz) ist ein deutscher Glaskünstler, bildender Künstler, Grafiker und Performancekünstler.

## Leben

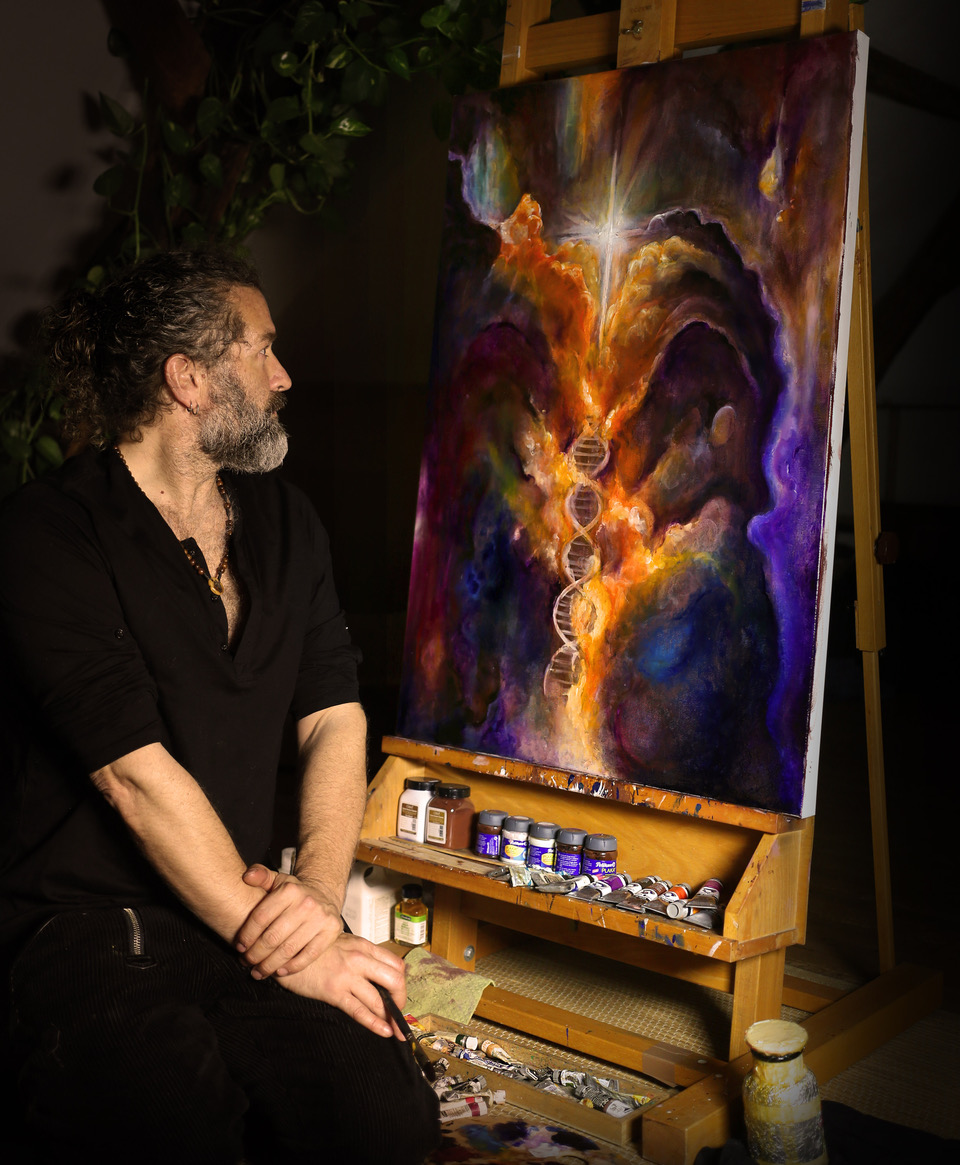
Yvelle Gabriel während seiner Arbeit an dem Ölgemälde „Seelendämmerung“ im Jahr 2019

Gabriel wuchs in Rheinhessen auf, besuchte das Gymnasium zu St. Katharinen in Oppenheim und wurde 1990 zum Lithografen und Grafiker vor dem Mainzer Theater gegautscht. 1991 gründete er sein erstes künstlerisches Grafikstudio, 1993 die DNK Werbeagentur sowie 1999 als geschäftsführender Gesellschafter die DNK+W Werbeagentur auf dem Kupferberg in Mainz. Nach einem eingreifenden Erlebnis verkaufte er seine Agenturanteile und nahm 2001 seine Passion als freischaffender Künstler Yvelle auf. Von 2003 bis 2014 arbeitete er unter seinem im Pass eingetragenen Künstler- und Ordensnamen „Yvelle von Alzheim“. Nach Aufenthaltsjahren in Lanzarote, Neuseeland und der Vulkaneifel lebt Gabriel mit seiner Familie in einer Hofreite an der Lahn und pendelt zwischen seinen Ateliers in Israel, den Derix Glaswerkstätten in Taunusstein, den Glasmalerei Peters Studios in Paderborn und seiner Geburtsstadt Mainz.

## Werk
Charakteristisch für Gabriels Kunst, die sich zwischen Figuration und Abstraktion bewegt, ist der Einsatz kräftiger Primärfarben bei einer expressiven Malgeste mit narrativen und symbolischen Versatzstücken. Anfänglich kombinierte Gabriel ausdrucksstarke Performancekunst (u. a. Festspielhaus Worms, Degussa Innovation Award in Düsseldorf) mit expressiven Malereien auf Leinwand, um nachfolgend seine künstlerischen Techniken zu erweitern.
2001 entstand gemeinsam mit der F&E Abteilung der Röhm Plexiglas in Darmstadt seine erste „Transplexierung“, ein Glasmosaik aus 2.500 Farbquadraten in 12 Farben mit den Maßen 3 × 3 cm. Anders als im später folgenden Richter-Fenster arbeitete Gabriel viele Jahre zuvor nicht mit einem Zufallsgenerator, sondern zerlegte dabei ganz bewusst konzeptionell seine großformatig expressive Malerei „Auge der Weltenseele“ künstlerisch am Computer in einzelne Pixelbausteine, die er danach per Laser zuschnitt und nach einer exakten Blaupause auf einer großen Plexiglas-Trägerscheibe zu einem leuchtenden Glasmosaik ohne dunkle Zwischenruten verklebte, welches das ursprüngliche Originalgemälde künstlerisch transformiert abbildete. Er durfte dabei vertraglich bundesweit als einziger Künstler die Wortmarke „Transplexierung“ führen. 2003 erarbeitete er überdimensionale Linolschnitte für das Gutenberg-Museum in Mainz.
Im Jahre 2006 entwickelte Gabriel erstmals für die Ausstellungsräume der Stadtbibliotheken Mainz seine Kunstart der „Typometamorphose“: In kraftvollen Buchstabenverwirbelungen des renommierten Meisterbuches ließ er aus den Texten der Sammlung deutscher Lyrik und Prosa ganz eigene Formen entstehen. Neuartig ist dabei die Vorgehensweise des Künstlers im 21. Jahrhundert: Gabriel verbindet sich dabei fordernd, fast seismographisch sinnlich fühlend mit der Seelenkraft der jeweiligen deutschen Autoren des 19. und 20. Jahrhunderts: Er setzt zunächst ihre Texte in verschiedenen Computerprogrammen, ähnlich dem künstlerischen Prozess des „Automatischen Schreibens“, unmittelbar zu gewaltigen Buchstabeneruptionen zusammen, welche er danach in großen Papierformaten ausdruckt und mit verschiedenen Leimmixturen auf Leinwände verklebt. Diese Ur-Matrix seiner Typometamorphose wird von Gabriel später im Prozess mit verschiedenen Mischtechniken von Malerei- und Zeichentechniken expressiv weiter bearbeitet, endfixiert und als eigenständiges Kunstwerk signiert. In der Weiterentwicklung arbeitete Gabriel auch mit ersten Typometamorphosen von Texten der klassischen Weltliteratur, welche nunmehr in ganz verschiedenen Sprachen auf seinen Leinwänden ineinander flossen. Zusätzlich erhielt jede Typometamorphose in den Ausstellungsvitrinen eine akustische Klanginstallation mit Kopfhörern, in welcher der Besucher die Buchstabenverwirbelungen audiovisuell nachvollziehen konnte.
Im Jahre 2008 wurde seine Typometamorphose „Die Verwandlung“ von der Deutschen Kafka Gesellschaft nominiert und über mehrere Jahre in verschiedenen Ausstellungen „Kafka in der zeitgenössischen Kunst“ in Osteuropa gezeigt. Von 2007 bis 2010 entwickelte Gabriel während seiner Schaffensphase der klassischen Porträtmalerei eine gänzlich neue Kunstform innerhalb der Bildenden Kunst von sogenannten „Lebensbildern“ weiter, in welchen er nicht nur das Äußere eines Menschen als Porträt abbildete, sondern auch versuchte, sein gesamtes Inneres tiefer berührend zum Ausdruck zu bringen und dabei ebenso alle wichtigen Lebensstationen und prägenden Ereignisse vielschichtig in expressiven Formen und Farben auf der Leinwand als Lebensporträt miteinander zu verschmelzen. Im Zuge dessen entstanden mehrere Auftragswerke als Lebensbilder für u.a den Kunstdrucker Frank Seltmann sowie für den deutschen Sänger, Gitarristen, Komponisten und Musikproduzenten Peter Maffay.
2010 komponierte, textete und sang Gabriel gemeinsam mit dem Pianisten und Komponisten Marius Furche über 9 Monate lang das insgesamt 13 Lieder umfassende Debüt-Album „Die Stille danach“, das offiziell als Duo „Yvarius“ am 11. November 2010 mit einer Sonderpressung auf CD und Gold-Booklet erschien. Mehrere Auftritte begleiteten in den Folgejahren das Duo am Flügel mit Gesang. 2011 erschienen noch einmal limitierte Kunstdrucke von Gabriel für Peter Maffay. Zum 50. Todesjahr von Hermann Hesse konzipierte er für das Hesse Museum in Calw die Einzelausstellung von 50 Typometamorphosen und Kalligrafien aus den bedeutendsten Werken des deutschen Schriftstellers.

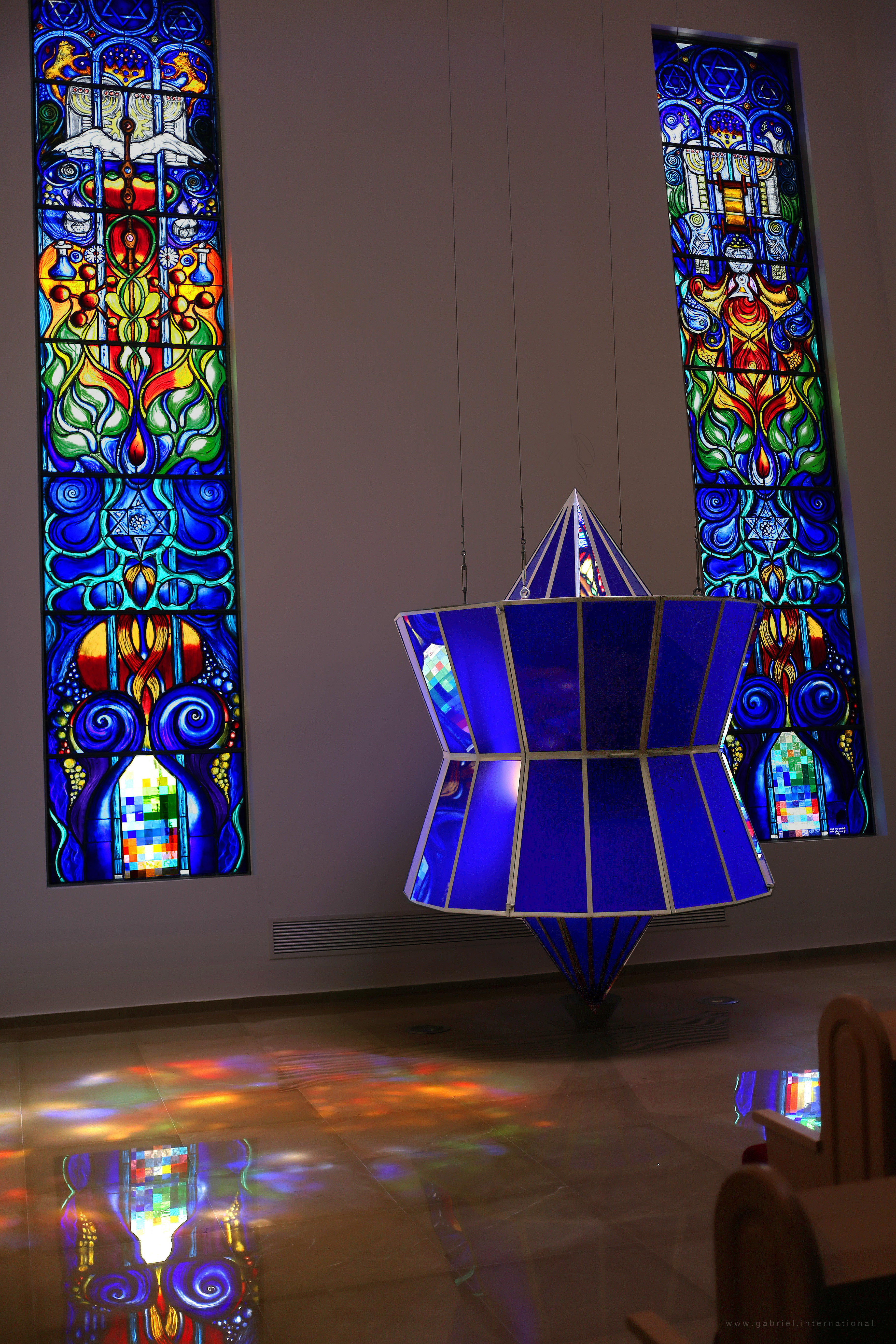
Interreligiöses Gesamtkunstwerk für die neue Synagoge des Chaim Sheba Medical Centers in Israel, Yvelle Gabriel 2018

2012 entdeckte Gabriel seine Liebe zur Glaskunst. Mit seinen durchaus monumentalen Glasmalereien gestaltete er seitdem u. a. 2012 den Raum der Stille im Kinderhospiz Bärenherz in Wiesbaden, 2014 das Foyer des Kinderhospizes Sterntaler, 2015 die katholische Kapelle zum Sonnengesang im neuen Caritas Zentrum in Mannheim sowie bundesweit viele weitere künstlerische Arbeiten in Hospizen, Kapellen und Räumen der Stille. Ein besonderes Anliegen des Künstlers, das sich in seinem Werk niederschlägt, ist interreligiöser Dialog und Versöhnung. So arbeitete Gabriel intensiv von 2011 bis 2018 an der Verwirklichung seiner deutsch-israelischen Versöhnungskunst, einem konzeptionell sakralen Gesamtkunstwerk in der neuen Synagoge des Chaim Sheba Medical Centers in Israel, das am 17. Mai 2018 mit 20 Rabbinern sowie einem bundesweiten Fernsehbeitrag des ZDF Heute-Journals eingeweiht wurde. Das Gesamtkunstwerk umfasste zwei monumentale Antikglasfenster im Großformat von jeweils 1,40 × 10 Meter Höhe mit der Visualisierung des Weges des jüdischen Volkes und der Grundkonzeption „Genesis:Exodus:Heimat“, eine hängende, überdimensionale gläserne Tora-Arche in Form eines dreidimensionalen, modifizierten „Star of David“, ein dreidimensionaler gläserner Deckendiamant „Baum des Lebens“ mit den 7 Früchten Israels und fast 4 Metern Durchmesser, zwei große Eingangstüren mit je 12 Fenstern der Thematik der 12 Stämme Israels in Kooperation mit 12 Studentinnen der israelischen Kunsthochschule Bezalel sowie ein großes „Fenster der guten Wünsche“ im Treppenaufgang zum sakralen Frauenbereich der Synagoge. Gabriel durfte mit seinem umfassenden deutsch-israelischen Versöhnungswerk den zutiefst versöhnlichen Faden von Marc Chagall aus seiner Heimatstadt Mainz, in welcher er als Jude einst seine allerletzten transzendenten „Chagallfenster“ kurz vor seinem Tod in der christlichen Kirche St. Stephan erschuf, bewusst wieder zurück ins heilige Land legen. Ebenfalls im Mai 2018 wurde sein monumentales Wandrelief in der Mainzer Stadtbibliothek vom Kulturdezernat der Stadt Mainz eingeweiht. Im Dezember 2018 erfolgte die Einweihung des weltweit ersten Glastriptychons mit der theologischen Thematik „Kosmischer Christus“ in der katholischen Erlöserkapelle im Bistum Mainz, welches Gabriel offiziell der Rehabilitation von Teilhard de Chardin durch den päpstlichen Kulturrat widmete.

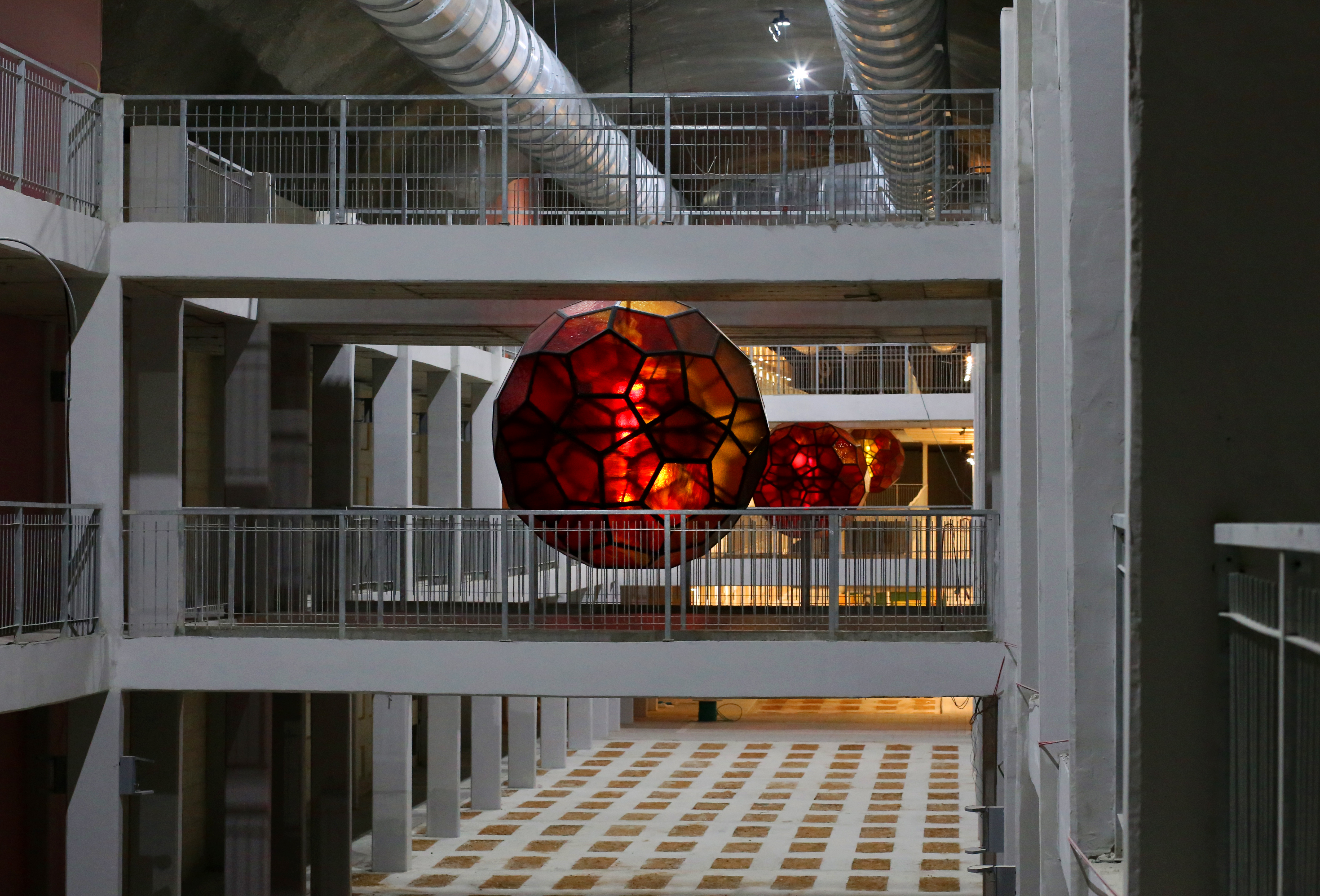
Mystische Lichtsphären im neuen unterirdischen Friedhof in Israel, Yvelle Gabriel 2019

2019 erschuf Gabriel zehn sakral-monumentale Lichtobjekte für den weltweit bisher einzigartigen unterirdischen Friedhof HarHamenuchot, 50 Meter tief unter dem israelischen „Berg der Ruhenden“. Seine über 3 Meter großen Lichtsphären basieren auf einer Weiterentwicklung des platonischen Körpers Dodekaeder: Jeweils zwei miteinander verbundene Kugelsphären aus Leichtmetall und Kathedralglas collagieren sich zu einer mystischen Gesamtkomposition aus Licht und Farbe, die sinnbildlich für den Künstler die Aura des Sonnenplasmas in die gewaltigen Katakomben bringt. Das gesamte Kathedralglas für diese riesigen zehn Sonnen erwarb Gabriel auf seiner Reise quer durch die USA in der deutschstämmigen Glashütte der Paul Wissmach Glass Company in West-Virginia. Am 30. Oktober 2019 erfolgte die feierliche Einweihung der sakralen Kunstobjekte Gabriels durch die beiden führenden Chef-Rabbiner des Staates Israel, in Begleitung der deutschen Botschafterin Frau Dr. Susanne Wasum-Rainer und des Filmteams der ARD Tagesschau. Der ARD Filmbeitrag wurde mehrmals bundesweit gesendet.
Im Dezember 2019 erfolgte die Feuerweihe seiner neuen Friedenskapelle in Mannheim, gemeinsam mit Weihbischof Dr. Peter Birkhofer. Gabriel gestaltete hierbei erstmals die gesamte sakrale Innenarchitektur der Kapelle mit geometrischem Bodenornament, alle sakralen Holzkunstobjekte, die große Altarwand mit dahinter liegender Sakristei sowie die gesamte Glaskunst des Sakralraumes. Im Jahre 2020 folgten unmittelbar die künstlerischen Auftragsarbeiten für die neue Kapelle St. Hildegard in Düsseldorf sowie die neue Caritas-Kapelle in Weimar. Alle drei neuen künstlerischen Ausführungen bilden innovativ konzeptionelle Grundsteine für ganz neue multifunktionale Kapellen mit direkter Anbindung an neue Zentren, Wohnkomplexe sowie Stadtteile. Im Jahre 2021 begann Gabriel unmittelbar umfangreiche Reisen und erste Arbeiten an seinen zwei neuen, deutschen Versöhnungsprojekten seiner Nachkriegsgeneration als Kriegsenkel in Polen: Zum einen an der Kunstkonzeption der deutsch-polnischen Versöhnungsfenster innerhalb der Sandkirche der Stadt Breslau in Schlesien, zum anderen an der Konzeption der neuen Kapellenfenster des Dialogzentrums am Rande des ehemaligen Konzentrationslagers in Auschwitz. Im Sommer 2022 erfolgte die feierliche Einweihung seiner 5 neuen Kapellenfenster zu Ehren der heiligen Elisabeth von Thüringen in Erfurt. Seit 2022 befindet sich Gabriel immer wieder gezielt auf Reisen zwischen Berlin, Breslau und Warschau zur Akquise und Finanzierung des deutsch-polnischen Versöhnungsprojektes.

## Belege
1. ↑  DNK + W Werbeagentur GmbH, Mainz - HRB 7066 Amtsgericht Mainz. Abgerufen am 17. Juli 2018.
2. ↑  Ein leuchtendes Zeichen für deutsch-israelische Freundschaft. 26. Mai 2018, abgerufen am 17. Juli 2018.
3. ↑  Kultur gegen Rechts. Abgerufen am 17. Juli 2018.
4. ↑  Degussa Innovation Award 2001 - Video Dailymotion. 27. Juni 2015, abgerufen am 17. Juli 2018.
5. ↑  Nachweis S. 17, internationales Magazin Plexiglas®, 2002. Abgerufen am 2. März 2021.
6. ↑  Urkunde Transplexierung®, Deutsches Markenamt 2001. Abgerufen am 2. März 2021.
7. ↑  Mainzer Ausstellungsarchiv 2006. Bibliotheken Mainz, abgerufen am 2. März 2021.
8. ↑  Bernstein Verlag: Kafka in der zeitgenössischen Kunst. Abgerufen am 17. Juli 2018.
9. ↑  Lebensbilder Nachweis. 2019, abgerufen am 30. Juni 2013.
10. ↑  Kunstdrucke Maffay und Lebensbild Frank Seltmann. 24. Juni 2011, abgerufen am 30. Juni 2023.
11. ↑  Lebensbild Maffay. 18. Dezember 2019, abgerufen am 30. Juni 2023.
12. ↑  Yvarius, "Die Stille danach". 11. November 2010, abgerufen am 30. Juni 2023.
13. ↑  Limitierte Kunstdrucke. 24. Juni 2011, abgerufen am 30. Juni 2023.
14. ↑  Sparkasse Pforzheim Calw: Yvelle von Alzheim zeigt "Typometamorphosen" | Hermann Hesse. Abgerufen am 17. Juli 2018.
15. ↑  Heilende Kunst – Interview mit dem Glaskünstler Yvelle Gabriel | Sein.de. In: Sein.de. 1. August 2013 (sein.de [abgerufen am 17. Juli 2018]).
16. ↑  Kinderhospiz Bärenherz: Raum der Stille. Abgerufen am 17. Juli 2018.
17. ↑  Kinderhospiz Sterntaler in Dudenhofen erweitert: Ein Tag wie kein anderer | Startseite | Herzenssache. In: swr.online. (swr.de [abgerufen am 17. Juli 2018]).
18. ↑  Sonnengesang in Glas gebannt. 4. Januar 2017, abgerufen am 17. Juli 2018 (deutsch).
19. ↑  Mit Kunst Gräben überwinden. (zdf.de [abgerufen am 17. Juli 2018]).
20. ↑  Internationale Broschüre „Gabriel Sheba Synagogue“, öffentlich. 2019, abgerufen am 30. Juni 2023.
21. ↑  Leitartikel Jüdische Allgemeine, „Gabriel als Schüler Chagalls“. 14. August 2018, abgerufen am 30. Juni 2023.
22. ↑  VRM GmbH & Co. KG: Mainzer Künstler Yvelle Gabriel gestaltet Fenster einer Synagoge in Israel. (allgemeine-zeitung.de [abgerufen am 17. Juli 2018]).
23. ↑  Wormer Allgemeine Zeitung, „Hospiz muss mittendrin sein“. Abgerufen am 2. Juli 2019.
24. ↑  Kunst aus Deutschland für Mega-Friedhof in Jerusalem. In: Deutsche Welle. Deutsche Welle, 2. November 2019, abgerufen am 20. November 2019.
25. ↑  Unterirdischer Riesenfriedhof in Jerusalem. In: ARD Tagesschau. ARD, 30. Oktober 2019, abgerufen am 20. November 2019.
26. ↑  Einweihung Friedenskapelle Mannheim, 12/2019. Abgerufen am 2. März 2021.
27. ↑  Einweihung Kapelle St. Hildegard, Düsseldorf 2020. Abgerufen am 2. März 2021.
28. ↑  Einweihung Caritas Kapelle Weimar, 2020. Abgerufen am 2. März 2021.
29. ↑  Offizielle deutsch-polnische Homepage des Versöhnungsprojektes. 2022, abgerufen am 30. Juni 2023.
30. ↑  Aktueller Spendenstand des Projektes in Auschwitz, 2023. 14. Februar 2023, abgerufen am 30. Juni 2023.
31. ↑  Artikel Thüringer Allgemeine, Kapellenfenster Yvelle Gabriel. 12. Juli 2022, abgerufen am 30. Juni 2023.
32. ↑  Vorträge, Seminare und Workskops in Polen, Yvelle Gabriel. 11. Oktober 2022, abgerufen am 30. Juni 2023.

| Personendaten    | Personendaten                                                                |
| ---------------- | ---------------------------------------------------------------------------- |
| NAME             | Gabriel, Yvelle                                                              |
| ALTERNATIVNAMEN  | Kehl, Boris Alexander (Geburtsname)                                          |
| KURZBESCHREIBUNG | deutscher Glaskünstler, bildender Künstler, Grafiker und Performancekünstler |
| GEBURTSDATUM     | 19. Januar 1969                                                              |
| GEBURTSORT       | Mainz                                                                        |